# Aszfaltmaró

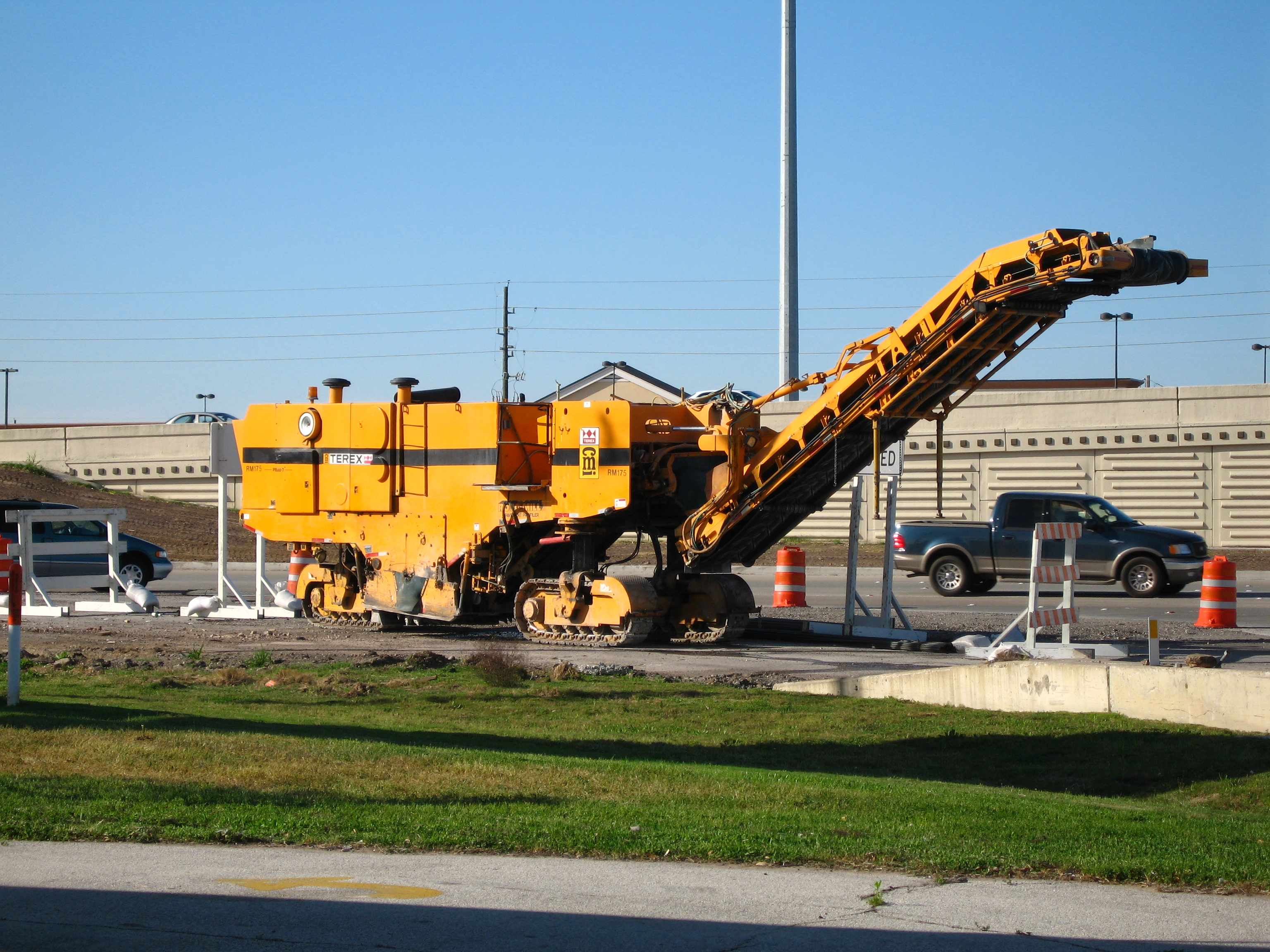
Aszfaltmaró

Az aszfaltmaró vagy szaknyelven hidegmaró a közutak felújításában részt vevő munkagép. Funkciója a közutak, járdák elhasznált aszfaltjának, burkolatának a felmarása, aminek a helyére később új burkolat kerül. A hideg jelző arra utal, hogy a gép a burkolatot mindenféle hőkezelés vagy egyéb fizikai előkészítés nélkül hidegen távolítja el, vagyis marja fel.

## Felépítése

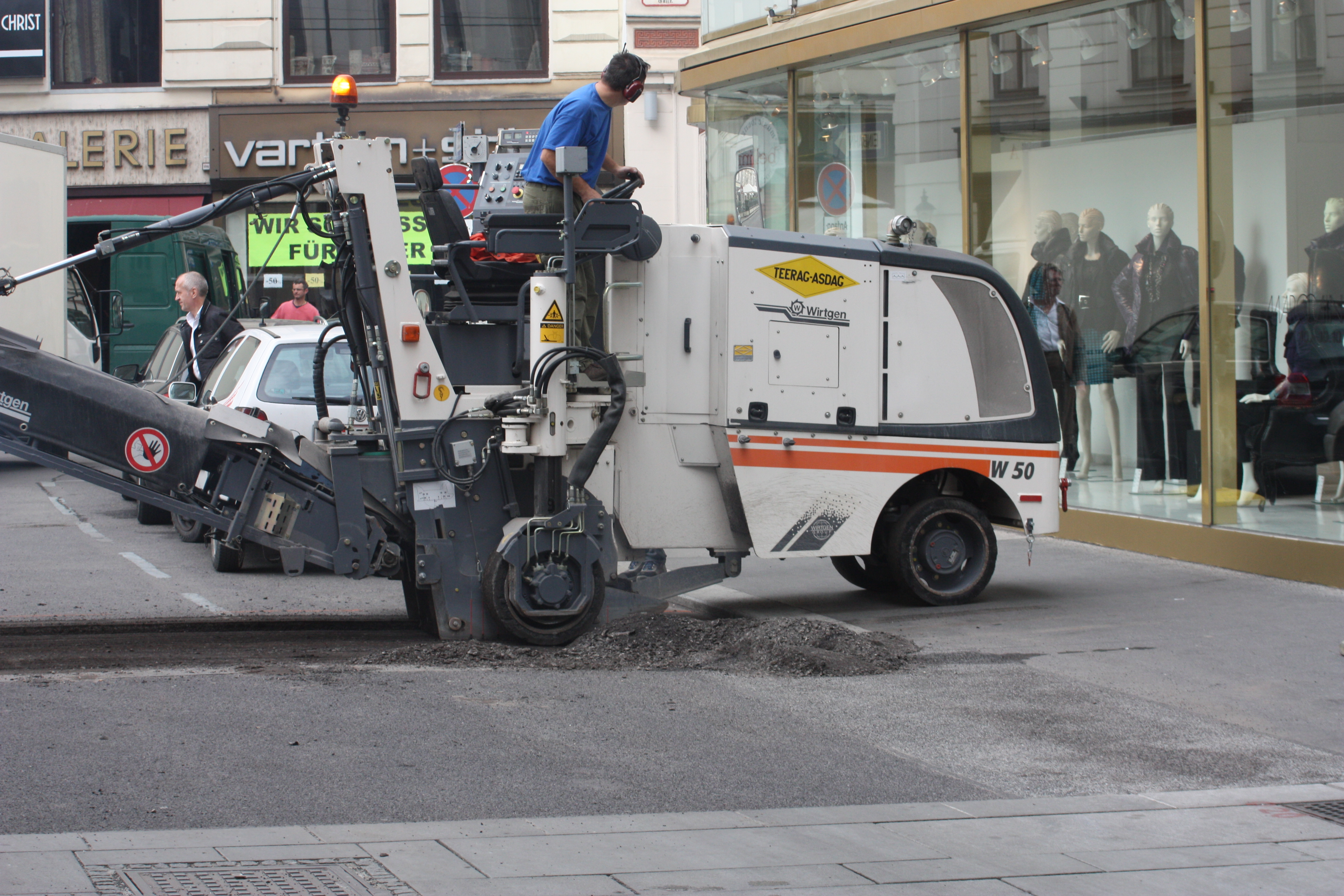
Kisebb méretű kerekes aszfaltmaró

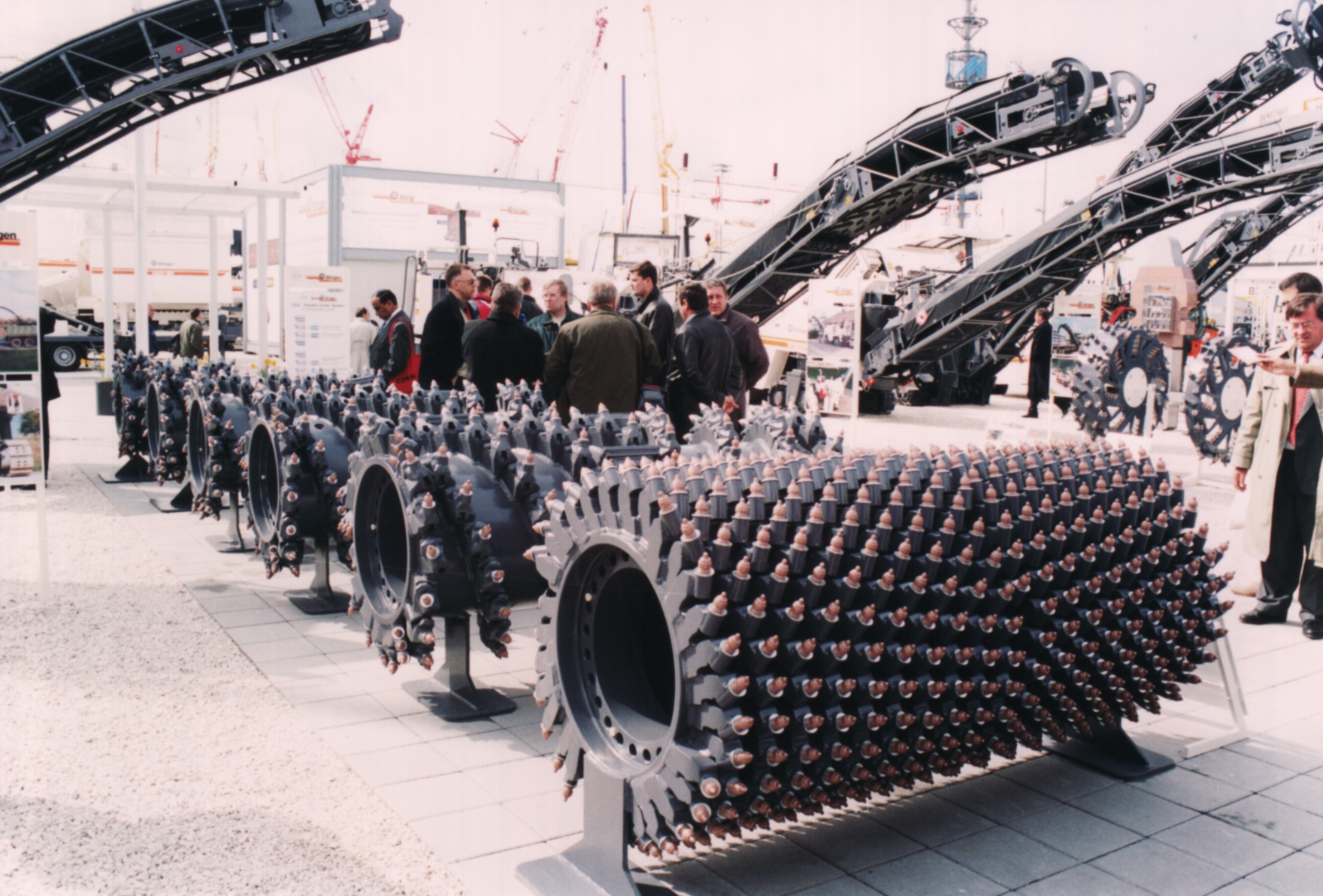
Különböző kiállított maróhengerek

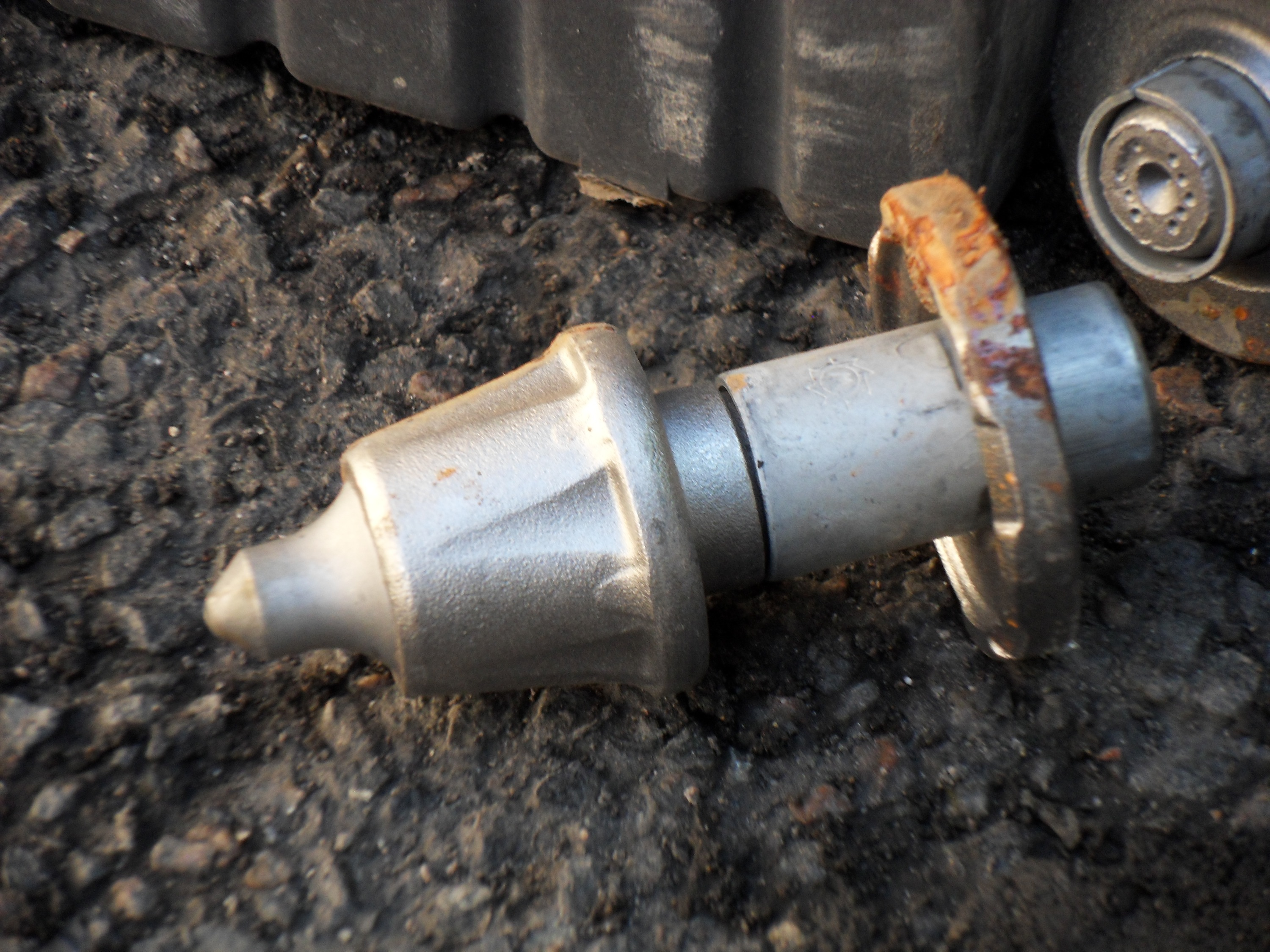
Marótüske

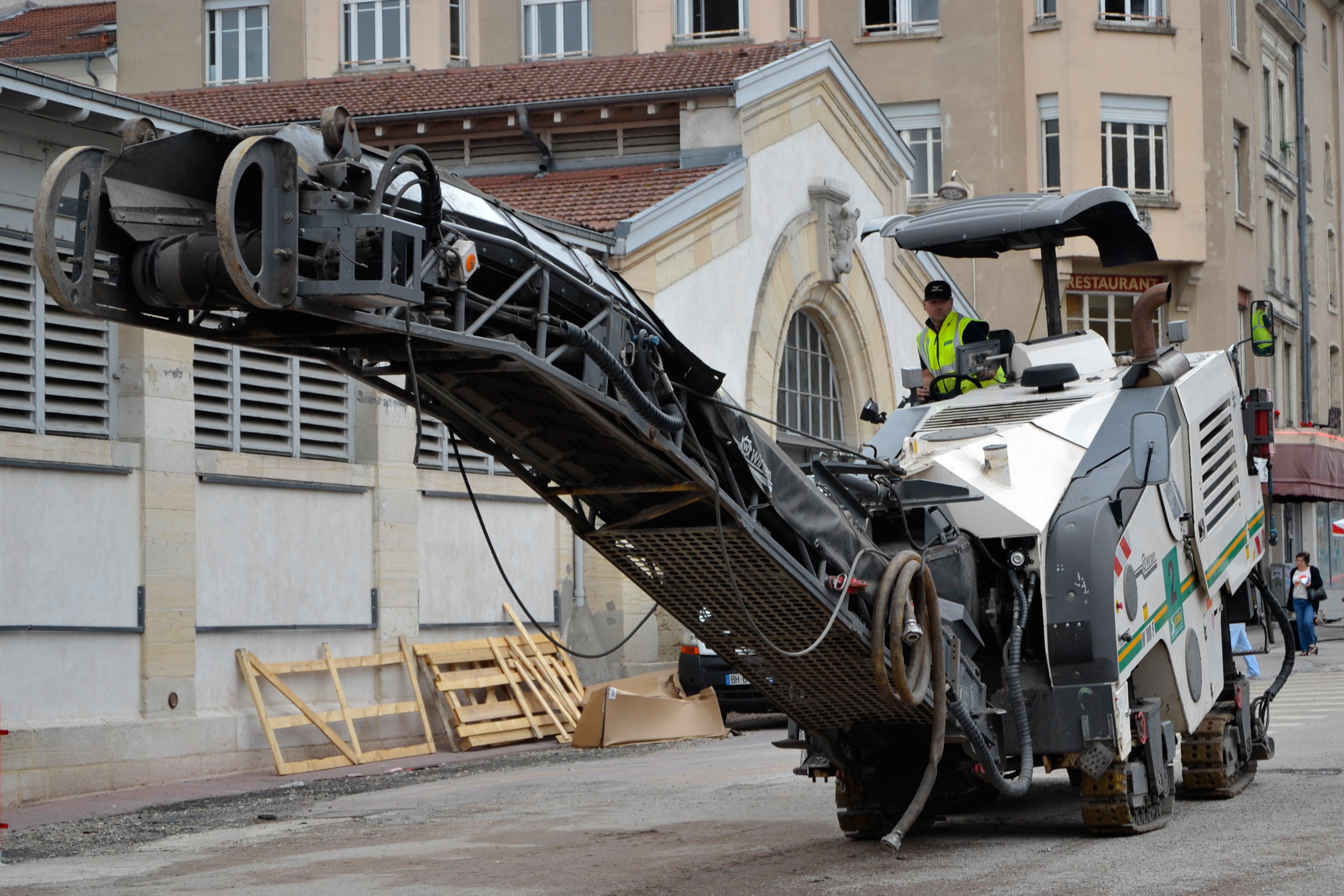
A gépek jellegzetes szállítószalagja

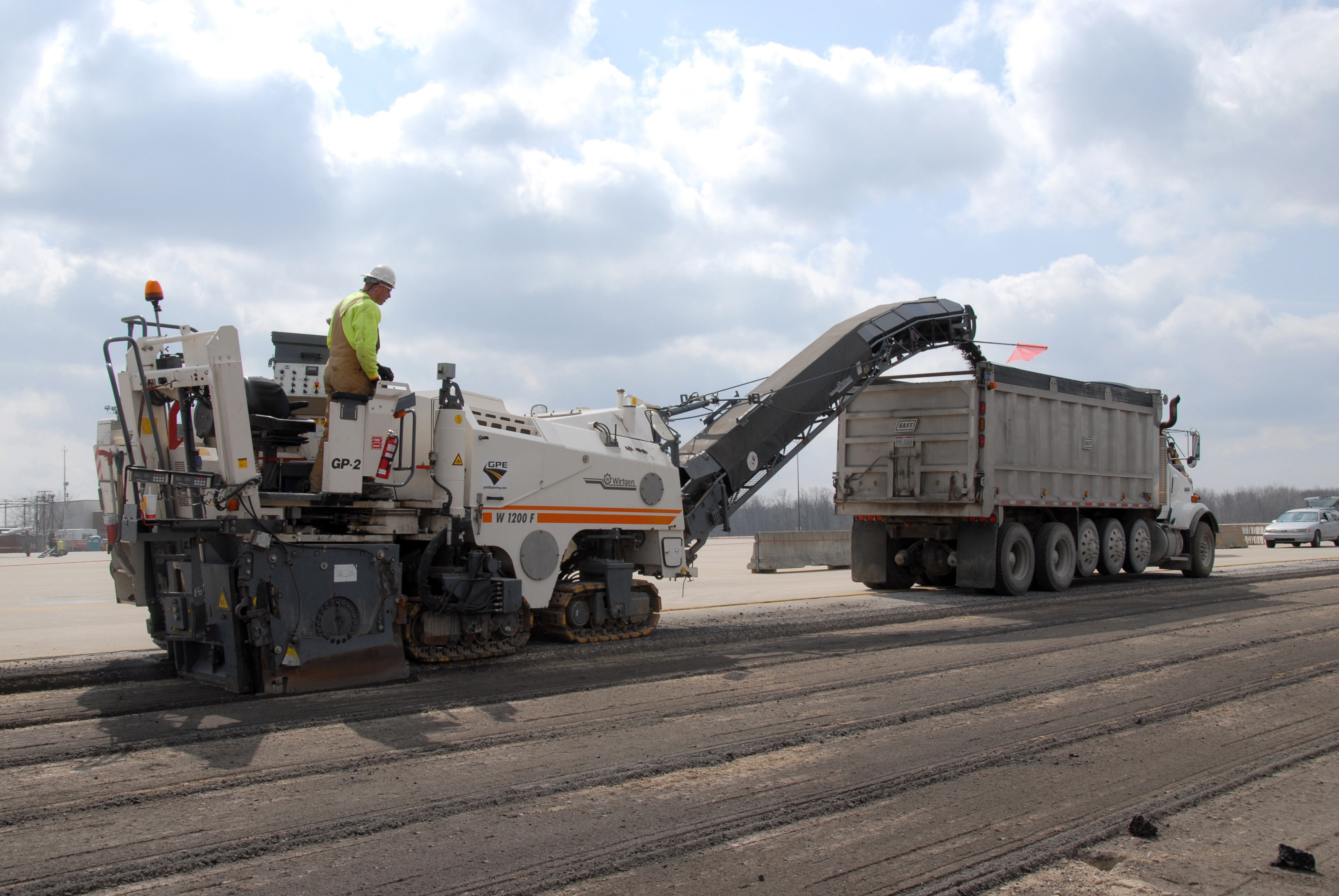
Közepes méretű aszfaltmaró

Az aszfaltmaró önjáró, lánctalpakon vagy tömör-gumiabroncsos kerekeken közlekedő munkagép. Gazdaságossági szempontokból sok más munkagéphez hasonlóan többféle méretben és teljesítménnyel készül, ezeknek a felépítése is különbözik. A kisebb és közepes – vagy kompakt – méretű gépeken a gép végén, a nagyobbaknál a gép közepén helyezkedik el a marást végző szerszám, a maróhenger vagy maródob. Ez egy olyan henger, melynek felületén spirális alakzatban elhelyezett különlegesen kemény ötvözetű, általában volfrám-karbid fogak sorakoznak, melyeket marótüskének vagy marótűnek is neveznek. A maróhengerek mérete függ a hordozó munkagép méretétől: kisebb gép kisebb hengerrel, nagyobb nagyobbal üzemel. A hengereknek aszerint is több változata van, hogy milyen sűrűséggel helyezkednek el marófogak a felületén: minél sűrűbben helyezkednek el fogak annál finomabb marást lehet elvégezni. A hengerek egy hidraulikusan emelhető-süllyeszthető, alul nyitott házba vannak felfogatva. A másik jellemző szerkezeti elem a gép elején vagy végén elhelyezett, abból kinyúló, bordázott felületű, kihordószalagnak is nevezett szállítószalag, ami a felmart zúzalékot továbbítja, ez kis gépeknél hátul, nagyobbaknál elöl helyezkedik el. Ennek következtében a motortér kis és közepes gépeknél a gépek elején kap helyet, míg a nagyobbaknál hátra kerül, de a közepes típusoknál a motortér és a szalag is elöl kap helyet. A kezelőhely kis és közepes gépeken hátul, nagyobb gépeken középen található. A kisebb gépek három vagy négy keréken, a közepesek típustól függően négy keréken vagy négy lánctalpon, míg a nagyok négy (korábbi típusok három) lánctalpon közlekednek, miután külön-külön oszlopszerű lábakkal kapcsolódnak a lánctalpas vagy kerekes futóművek a géptesthez, melyek magassága hidraulikusan külön állíthatóak. Ennek célja, hogy a marástól egyenetlen talajon a gép vízszintben maradjon. A meghajtás dízelmotorral történik, nagyobb gépek akár két motorral is üzemelnek.

## Működése
A marás a gép motorjának mechanikus áttéteivel meghajtott maróhengerével történik. Az így forgatott hengert annak hidraulikusan mozgatható házával eresztik a felmarni kívánt burkolatra, ahol a fogak rögtön felőrlik a kemény talajt. Ezzel együtt lép működésbe a szintén a gép részét képező, abból szerkezetileg magasra kiálló szállítószalag, ami a folyamatosan képződő zúzalékot azonnal továbbítja, praktikusan tehergépkocsik vagy más szállítóeszközök platójába, de deponálhatja is azt a munkaterület szélén, miután a szállítószalag összesen 120 fokban forgatható, így géptípustól függően nemcsak közvetlenül előre vagy hátra, hanem oldalirányba is képes a zúzalék ürítésére. Mindeközben a gép lassan halad előre, az így felmart aszfalt később újrafelhasználásra kerül. Modern gépek vízpermettel gondoskodnak a mozgó alkatrészek hűtéséről és a képződő por lefojtásáról, de olyan vákuumos rendszerrel is rendelkeznek egyes gépek, melyek a por nagy részét felszívják és azt a szalag mentén továbbítva a végén a törmelékkel együtt fújják ki. A gépek működése jellemzően igen nagy zajjal jár, és mivel a gépnek nincs zárt fülkéje a gépkezelőnek ajánlatos fülvédőt viselnie. Az aszfaltmaróval nemcsak felületi marásokat, hanem lokális árkokat is ki lehet alakítani bizonyos mélységig, például valamely közmű számára, de felületek direkt is érdesíthetőek vele. A hengereken lévő fogak időközben elkopnak, ezért rendszeres cseréjük szükséges, mely történhet egyesével, de a komplett henger cseréjével is. A fogak egyesével vannak csavarral rögzítve a henger felületén kialakított foglalatokba, ezért a cseréjük nagyon egyszerű, ahogy a hengeré is, mivel az is egyszerű rögzítésekkel rendelkezik. A kormányzás az első egy vagy két kerék, illetve  lánctalp elforgatásával történik, de nagy gépeknek mind a négy lánctalpa kormányozódik. 

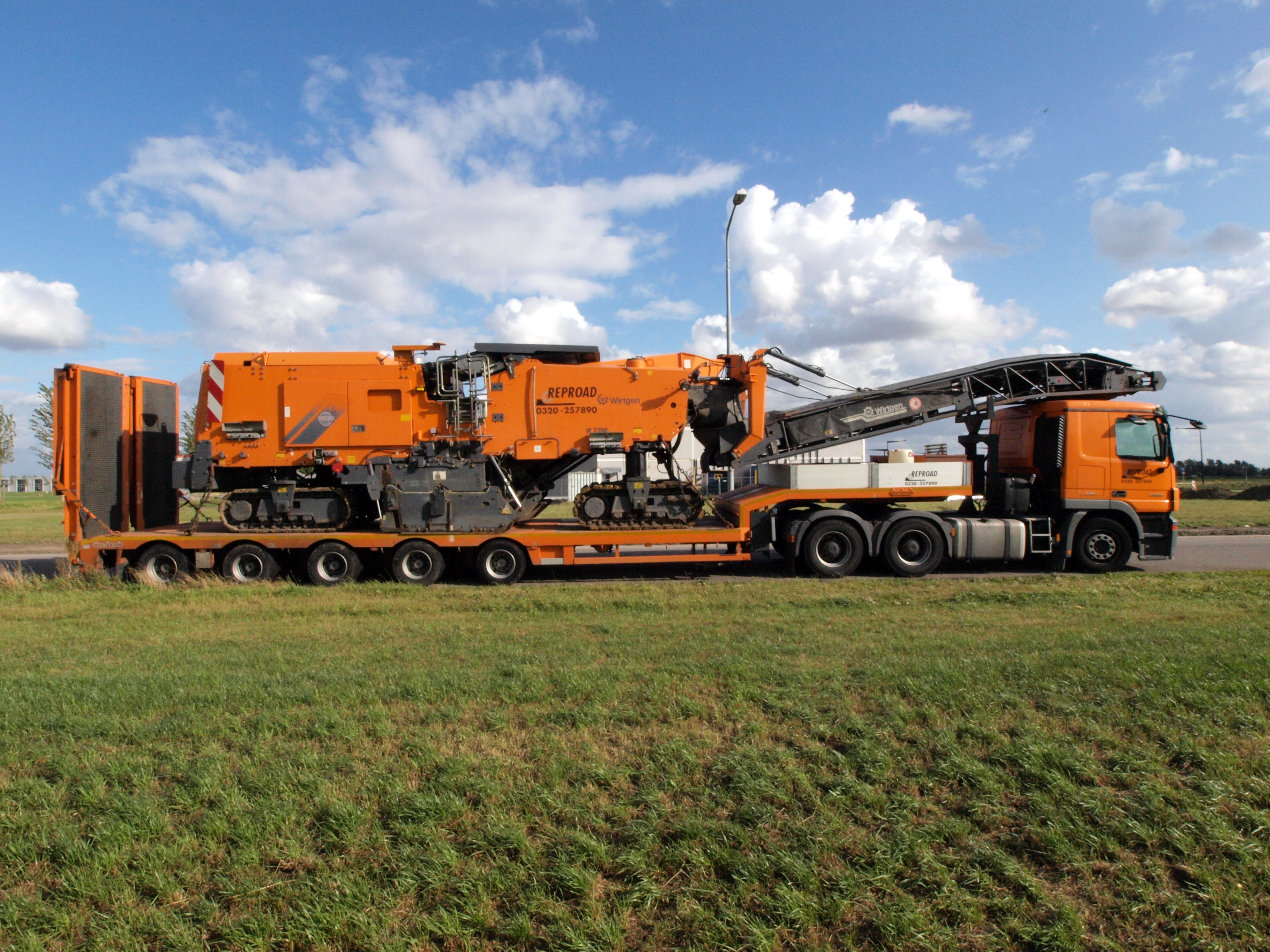
Nagyméretű aszfaltmaró szállítása

## Szállítás
Az aszfaltmarók gépszállító trélerrel szállíthatóak, ilyenkor a kezelőhely védőtetejét és a szállítószalagot rendszerint összehajtják, amiket direkt emiatt alakítanak ilyenre.

## Egyéb változatok

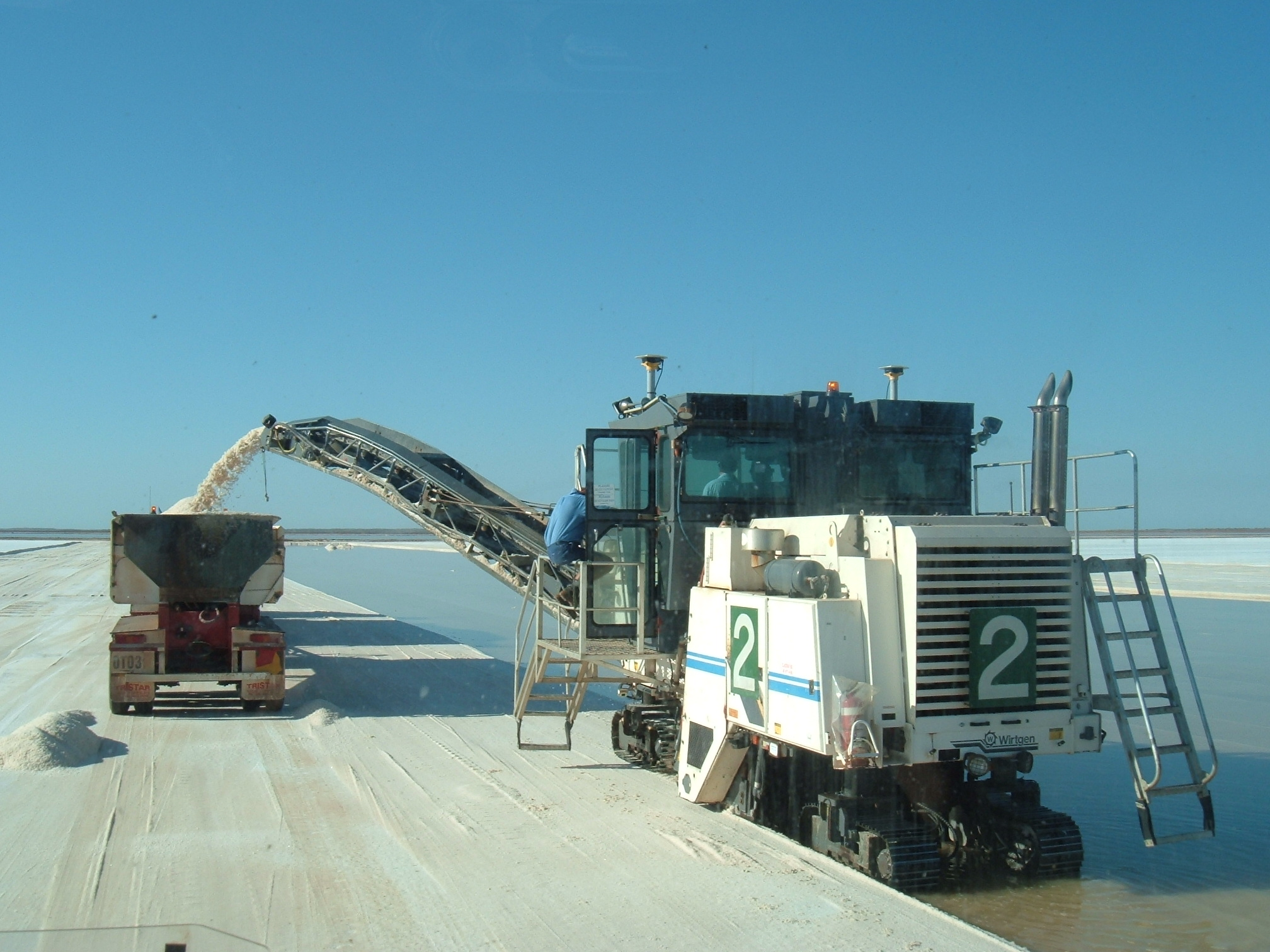
Bányászati hidegmaró egy ausztrál sóbányában

Az aszfaltmaróknak nemcsak közúti, hanem bányászati változata is létezik, mely szerkezetileg ugyanazokkal az alkatrészekkel rendelkezik, csak itt mind azok méretei, mind azok teljesítménye sokkal nagyobb. Az ilyen óriás-hidegmarók már nem aszfaltot, hanem külszíni kőzeteket marnak fel maguk alól, panorámakilátásos fülkéjükbe külön létrán kell felmenni. Bizonyos aszfaltmarók úgynevezett recycling-üzemmódra is alkalmasak, aminek lényege, hogy a felmart burkolat zúzalékát rögtön terítésre használják fel, ekkor a marás mellett egyúttal a zúzalék vegyi előkészítése is megtörténik, amit mindjárt aszfaltterítőbe juttatnak.
Az aszfaltmarókhoz hasonló működésű gép a talajstabilizátor és talaj-újrahasznosító gép. Ezek a gépek gyakran terepen dolgoznak, ezért a mezőgazdasági gépeken megszokott nagy, széles terepgumis kerekeken közlekednek, mely négy kerék szintén külön-külön kormányozható, illetve állítható a magasságuk. Ezen gépek maróhengereivel elsősorban talajokat marnak, őrölnek fel, az őrleményt pedig a gép helyben maga után is hagyja; megfelelő géptípus opcionálisan vízzel, vagy folyékony bitumennel is vegyítheti az őrlés során. Ettől függetlenül ezzel a géppel is lehet burkolatfelújítási marást végezni, amint az őrleményt a talajon a vegyítés után mindjárt burkolatként is hasznosítják. Az ilyen gépek szintén nagy szélvédős fülkével rendelkeznek, ami a gép legelején kap helyet, mögötte a motortér, alul középen pedig a maróhengert tartalmazó ház kerül elhelyezésre. A fülkét ki is lehet tolni oldalirányba a munkaterület jobb ráláthatóságáért. A talajstabilizátor nemcsak önjáró gép lehet, vannak traktorokra akasztható változataik is.

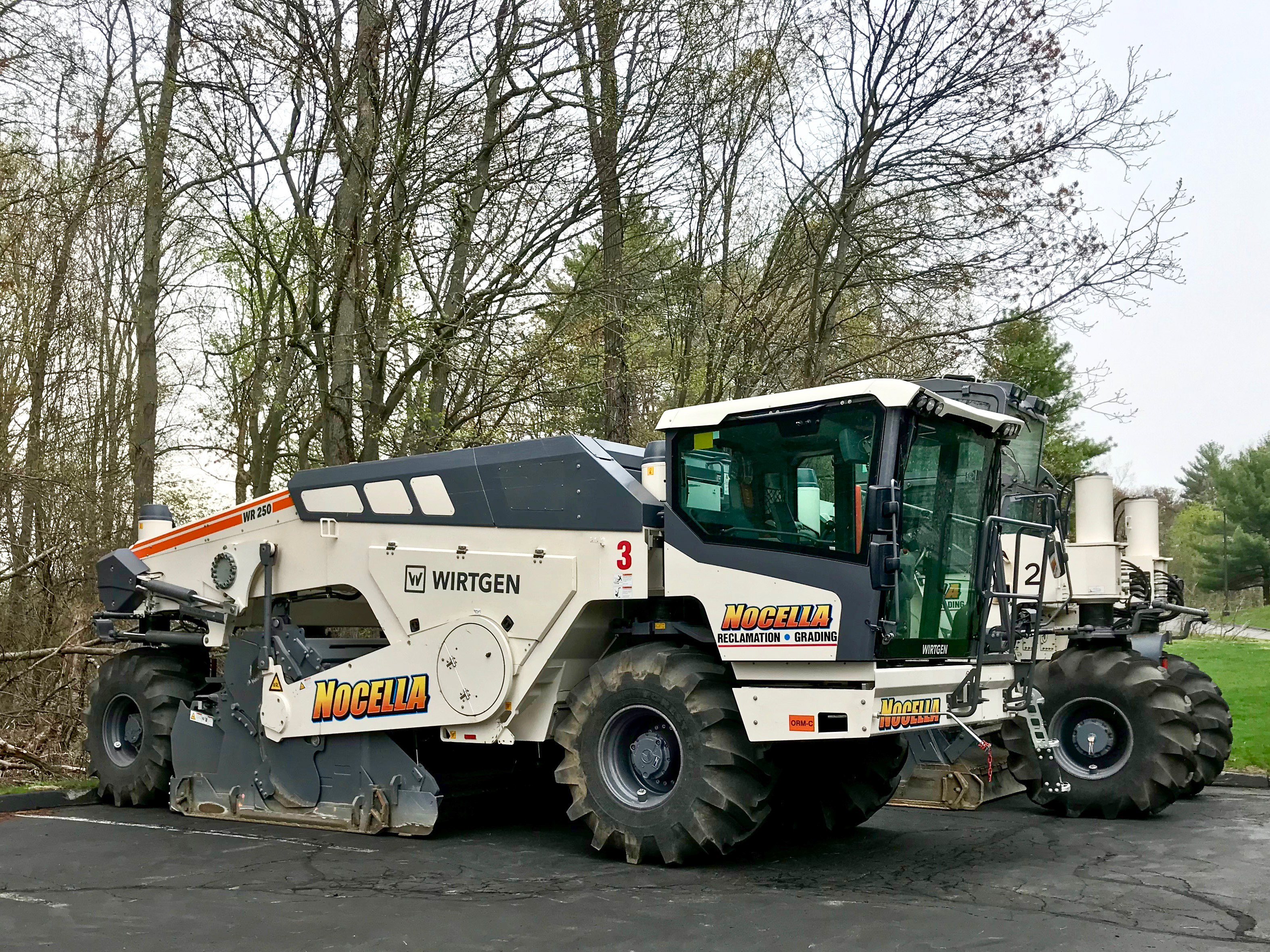
Talajstabilizátor
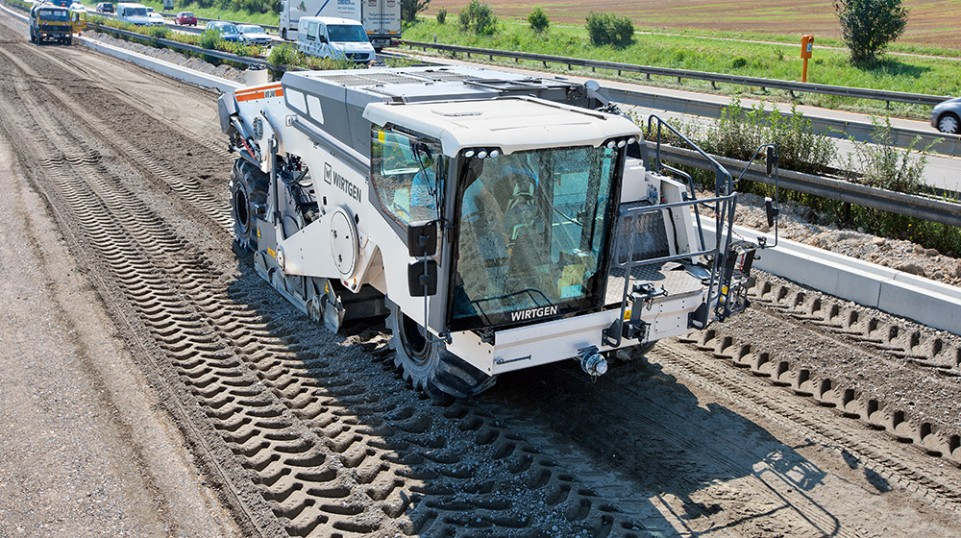
Munka közben, kitolt fülkével
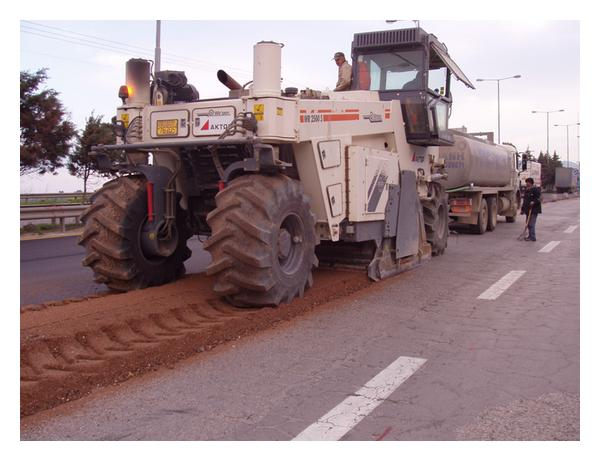
Közúti használatban
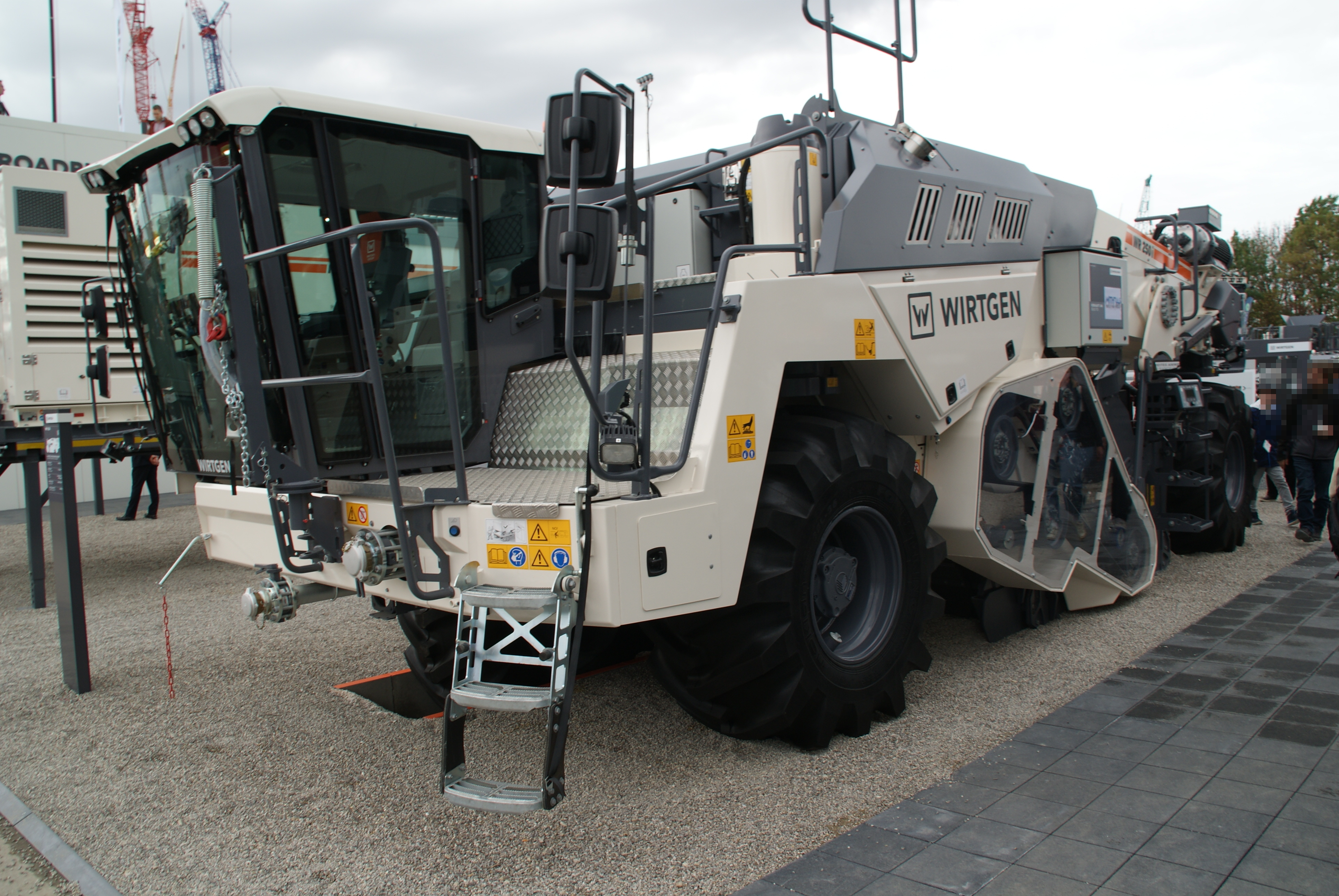
Bemutatógép…
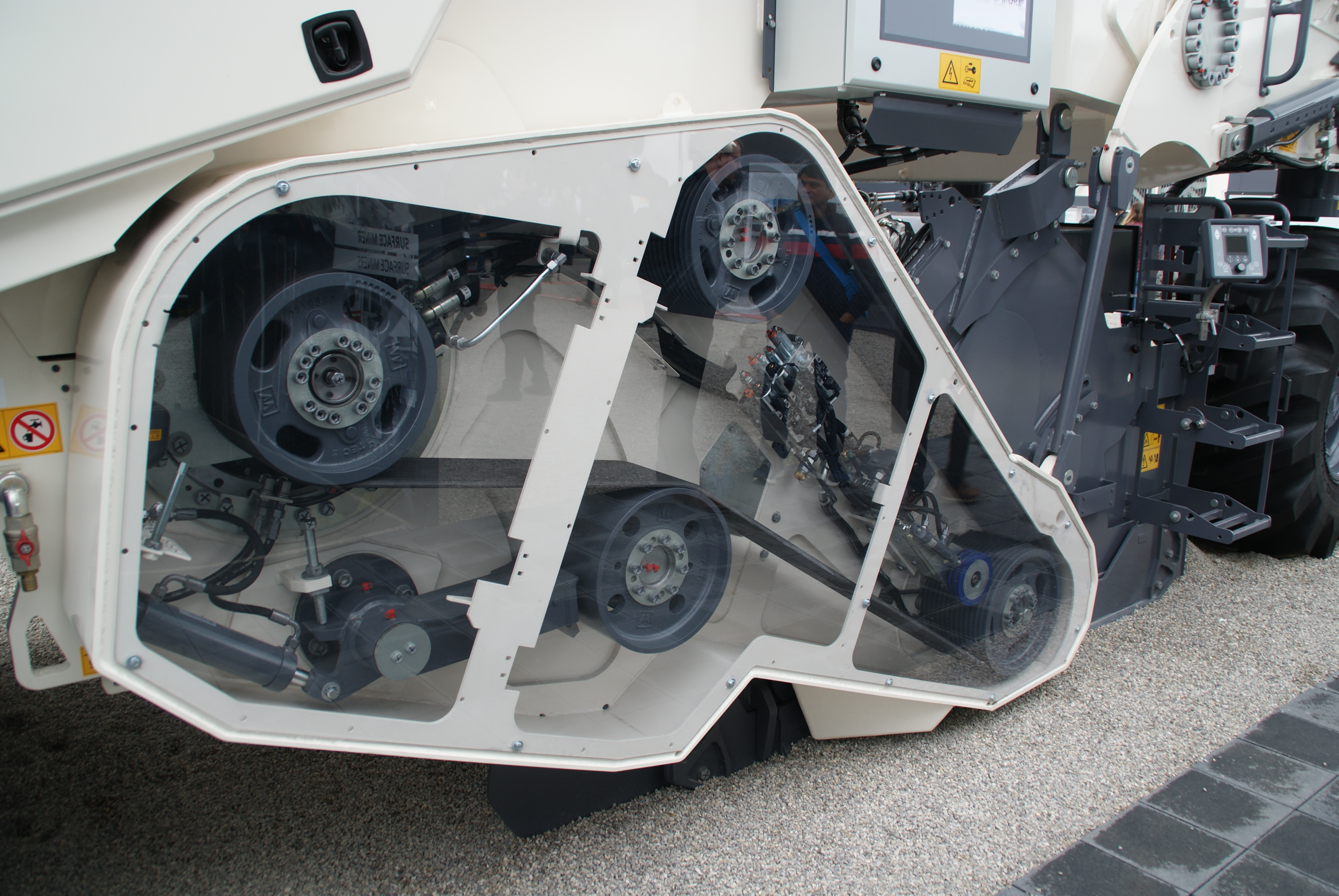
…és mechanikus rendszere

Aszfaltmarók készülnek földgyalu-alapra is, ahol a gyalukés helyén a marószerkezet kap helyet, a szállítószalag pedig előrefelé ürít.

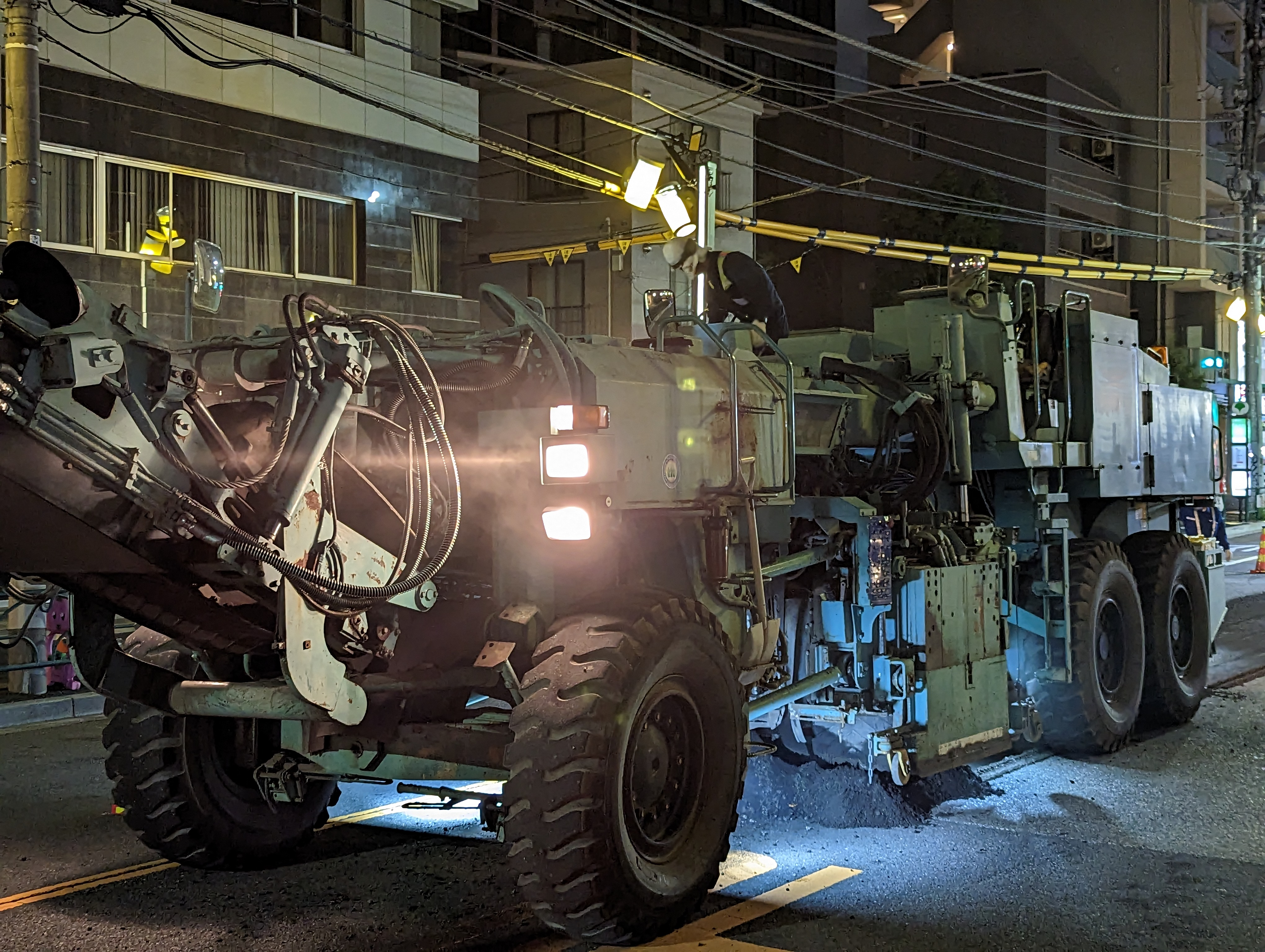
Földgyalu-szerkezetű maró
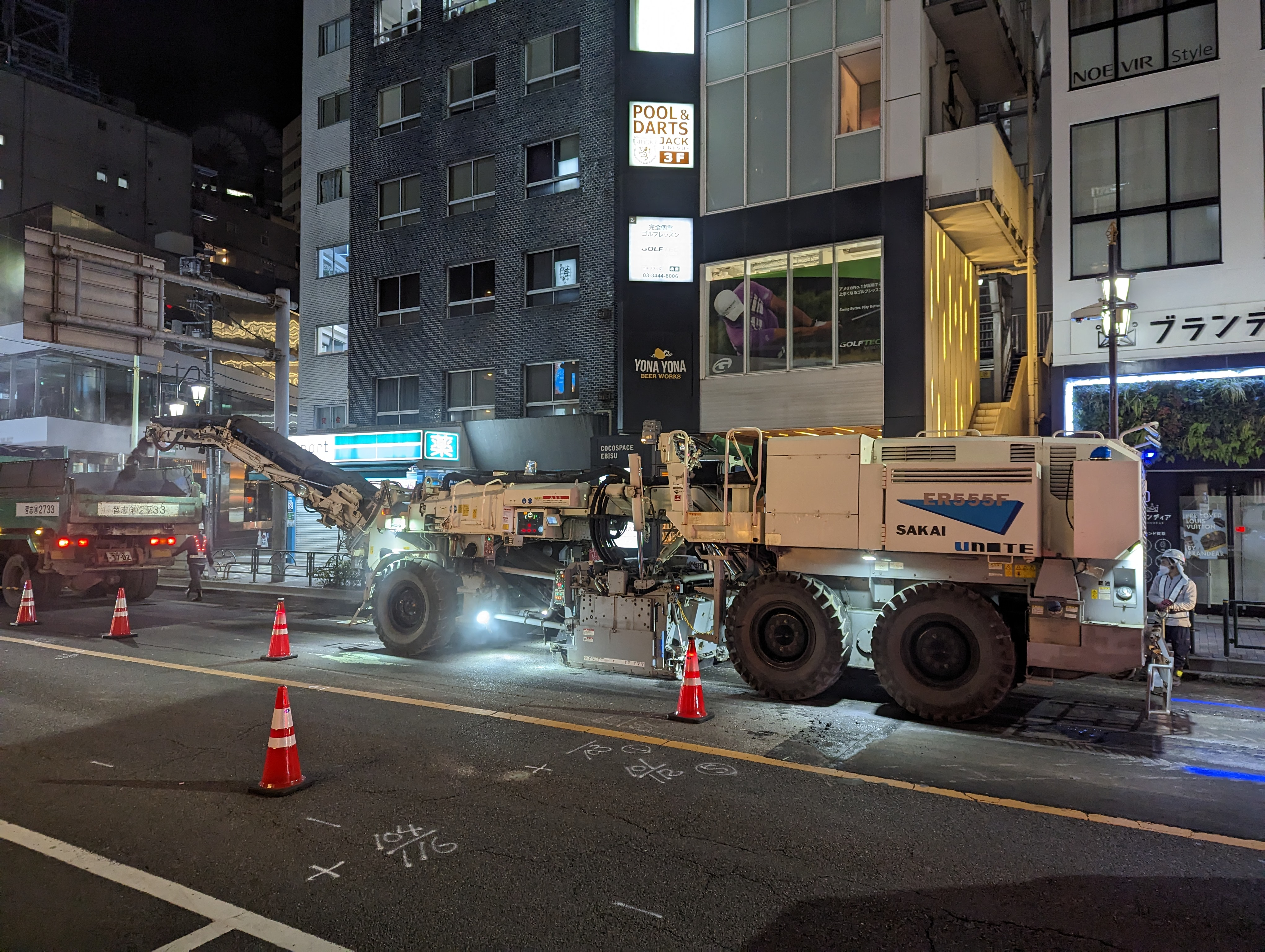

Léteznek továbbá aszfaltmaró adapterek is, a komplett gépeknél természetesen jóval kisebb hatásfokkal, melyeket általában markológépekre, homlokrakodókra lehet felszerelni alkalmi felhasználás céljából.

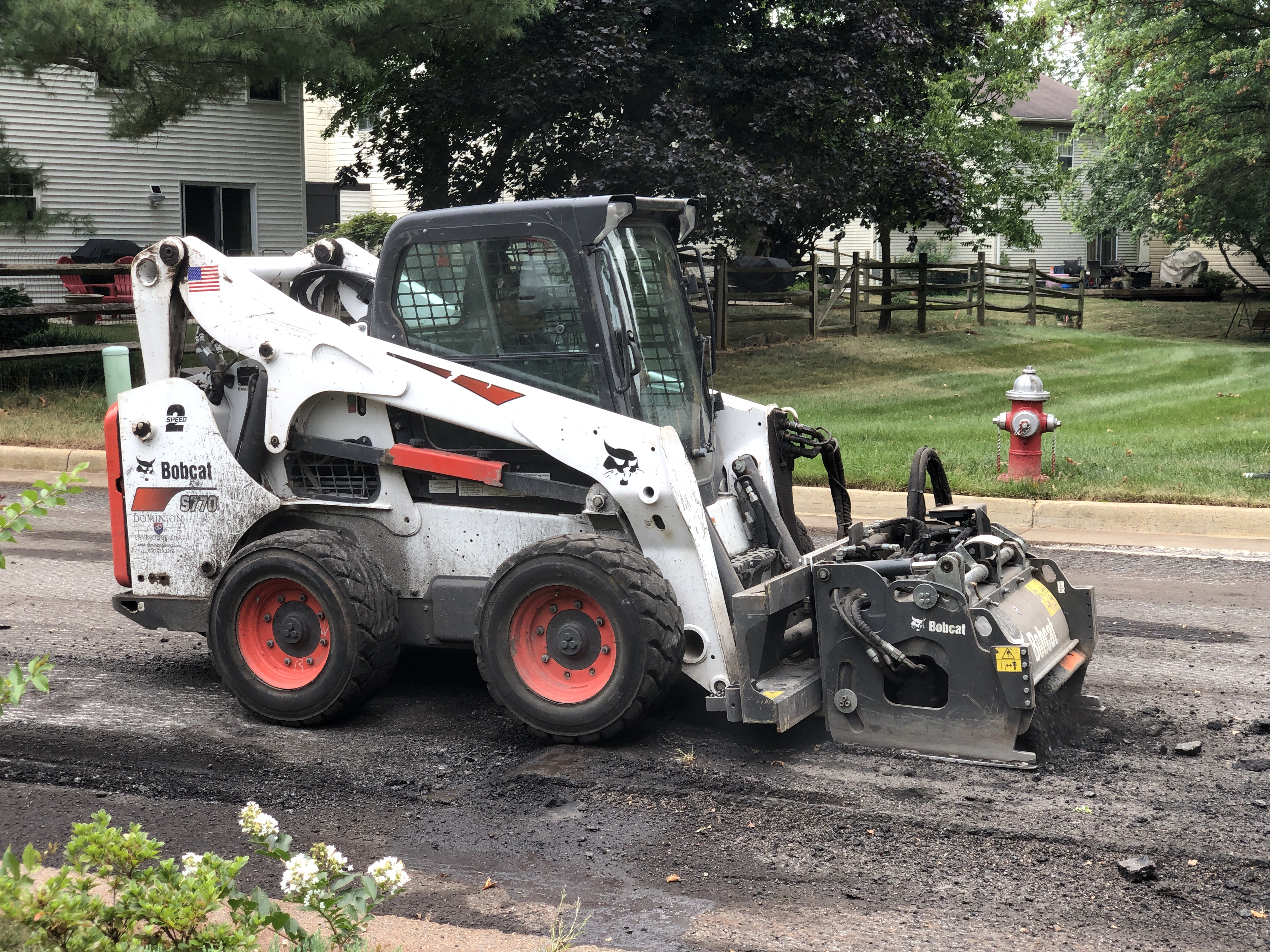
Aszfaltmaró adapter egy minikotrón

## Gyártók
Ismert gyártók:
- Wirtgen
- Caterpillar
- Bomag
- Dynapac

## Fordítás
- Ez a szócikk részben vagy egészben  a   Pavement milling című angol Wikipédia-szócikk fordításán alapul.  Az eredeti cikk szerkesztőit annak laptörténete sorolja fel. Ez a jelzés csupán a megfogalmazás eredetét és a szerzői jogokat jelzi, nem szolgál a cikkben szereplő információk forrásmegjelöléseként.